# Netrocerocora quadriplaga
Netrocerocora quadriplaga är en fjärilsart som beskrevs av Max Bartel 1903. Netrocerocora quadriplaga ingår i släktet Netrocerocora och familjen nattflyn. Inga underarter finns listade i Catalogue of Life.